# Correbia punctigera
Correbia punctigera là một loài bướm đêm thuộc phân họ Arctiinae, họ Erebidae.